# Tabebuia fluviatilis
Tabebuia fluviatilis là một loài thực vật có hoa trong họ Chùm ớt. Loài này được (Aubl.) DC. miêu tả khoa học đầu tiên năm 1845.